# Hospicio de Talca e Iglesia Apóstol Andrés
El Hospicio de Talca fue un centro de acogida dedicado al cuidado de personas en situación de vulnerabilidad, niños, enfermos y principalmente adultos mayores, ubicado en la ciudad de Talca, Chile. Junto a él se encuentra la Iglesia Apóstol Andrés, formando un conjunto arquitectónico e histórico de notable relevancia patrimonial.

## Historia
El conjunto se ubica en Avenida Ignacio Carrera Pinto, en la ciudad de Talca, Región del Maule, Chile. La historia del lugar se remonta al año 1840, cuando en ese sector se encontraba la quinta "Las Violetas", propiedad de la familia Cruz y Cruz la cual fue cedida en 1894 por sus propietarios al Hospicio de Talca, dando inicio a su función como establecimiento de asistencia social.
En el año 1902, la administración del hospicio fue confiada a las religiosas de la Orden Real y Militar de Nuestra Señora de la Merced y la Redención de los Cautivos. Bajo su dirección, se realizaron importantes obras de restauración, incluyendo la construcción de una nueva fachada en albañilería que modernizó y reforzó la estructura existente.
Durante los primeros años del siglo XX, la Iglesia Apóstol Andrés experimentó una serie de remodelaciones. Se incorporó una estructura de madera que permitió aumentar la altura interior del templo, además de la instalación de una escalera helicoidal de madera, característica notable del diseño interior. Estos cambios reflejaron tanto un crecimiento funcional como un interés por realzar la presencia arquitectónica del templo.
A pesar de su antigüedad, tanto el hospicio como la iglesia sobrevivieron al terremoto de 1928, manteniéndose en funcionamiento por muchas décadas como espacios dedicados al servicio social y religioso.

## Estilo arquitectónico

### Iglesia San Andrés
Presenta un estilo ecléctico, con elementos propios de la arquitectura religiosa tradicional chilena del siglo XIX. Incorpora elementos de madera trabajada, con énfasis en la verticalidad interior y una escalera helicoidal que constituye una rareza estructural en edificaciones religiosas de la época.

### Hospicio
La estructura general de la edificación sugiere influencias coloniales tardías, adaptadas a los materiales y técnicas disponibles en la región del Maule. El uso de madera como componente estructural principal en el interior del edificio, combinado con albañilería en la fachada, evidencia una transición estilística característica de la arquitectura Neocolonial rural de principios del siglo XX en Chile.

## Ubicación
El Hospicio de Talca y la Iglesia Apóstol Andrés se encuentran ubicados en Avenida Ignacio Carrera Pinto, en el centro urbano de la ciudad de Talca. Aunque no existen registros públicos detallados sobre las dimensiones exactas del inmueble, el conjunto ocupa un amplio terreno, un espacio considerable destinado tanto a instalaciones habitacionales como religiosas.

## Estado actual

### Terremoto del 27 de febrero del 2010
Desde el terremoto de Chile del 2010, ambos edificios permanecen cerrados al publico debido a los serios daños estructurales ocasionados por el sismo.

### Incendio del 5 de agosto del 2013
El 5 de agosto de 2013, un incendio afectó gravemente la infraestructura, agravando su deterioro y acelerando su abandono. Hasta la fecha, el sitio continúa en estado de abandono, pese a su valor patrimonial y a los esfuerzos ciudadanos por conservar la memoria histórica del lugar.

## Importancia patrimonial
El Hospicio de Talca y la Iglesia Apóstol Andrés representan un importante legado histórico y social para la ciudad de Talca. No solo fueron espacios dedicados a la asistencia de los más necesitados, sino también ejemplos significativos del desarrollo arquitectónico y comunitario de la ciudad durante el siglo XIX y siglo XX. La historia de estas edificaciones refleja la evolución de las políticas sociales, religiosas y urbanísticas en la Región del Maule.
A pesar de su estado actual, el sitio continúa siendo objeto de interés para historiadores, arquitectos y miembros de la comunidad que abogan por su rescate y restauración como parte del patrimonio local.